# Jere Shea
Jere Shea (Boston, 14 giugno 1965) è un attore statunitense.
Debutta a Broadway nel 1993 con il revival di Broadway di Guys and Dolls con Nathan Lane, Faith Prince e Peter Gallagher. Nel 1994 interpreta Giorgio nella produzione originale di Broadway del musical di Stephen Sondheim e James Lapine Passion, con Donna Murphy e Marin Mazzie; per la sua performance vince il Theatre World Award e viene candidato al Drama Desk Award e al Tony Award al miglior attore protagonista in un musical. Nel 2015 torna a recitare a Broadway nel musical Mamma Mia!.